# Neszmélyi Emil
Neszmélyi Emil Balázs (1975. december 12. –) magyar ügyvéd , motivációs tréner , explorer, expedíciós teljesítménysportoló, CAS bíró , egykori kosárlabdázó . Első magyarként mászta meg a Mount Everestet a nehezebb, északi oldalról, Tibet felől.
Jelenleg is ő az egyetlen magyar, akinek ez sikerült. Később a déli oldalról, Nepál felől is felért az Everest csúcsára, így ő lett az első magyar, aki az Everestet mindkét oldalról, így két országból is megmászta. Az Antarktisz partvonalától indulva gyalogosan érte el a déli sarkot.    Első magyarként teljesítette a Bass-féle 7 Hegycsúcs sorozatot, egyúttal ő lett az első magyar, aki mindkét 7 Hegycsúcs kihívást teljesíteni tudta, tehát a Messner-féle sorozatot is sikerrel zárta. Sportsikerei között feljutott minden kontinens legmagasabb hegycsúcsára, közben extrém körülmények között járt az Antarktiszon, Patagóniában, Óceánia monszunnal nehezített-, a Kaukázus fagyos- és Alaszka sarkkörhöz közeli hegyei között is.

## Életpályája

### Tanulmányok
- Eötvös Loránd Tudományegyetem Állam- és Jogtudományi Kar, jogász
- Eötvös Loránd Tudományegyetem Pszichológiai Kar, üzleti tréner és coach
- Semmelweis Egyetem TSK, okl. sportmenedzser-közgazdász
- Testnevelési Egyetem, MSC szakedző
- Árpád Gimnázium, Óbuda

### Ügyvédi pályafutása
Ügyvédként kiemelten örökési jogi sport jogi és család jogi területen aktív ügyvédi irodáját vezeti. 

### Edzői és sportvezetői munkája
1995-2000 között az Óbudai Kaszások Kosárlabda Klub edzője, 2001-2020 között sportigazgatója volt.  

### Kosárlabda pályafutása
1986-tól a Budapesti Honvédban játszott, amellyel utánpótlás magyar bajnoki címeket szerzett.
1993-tól a TFSE játékosa, ahol az NB1-ben 17 évesen bemutatkozott.
1998-tól az Óbudai Kaszások csapatába igazolt, amellyel 1999-ben az élvonalba jutottak fel. Az aktív kosárlabdázástól 2007-ben itt vonult vissza, több mint 250 NB1-es mérkőzésen lépett pályára. 

### Viselt tisztségei
- A Nemzetközi Sportdöntőbíróság (CAS) bírája[10]
- Magyar Olimpiai Bizottság Jogi Bizottságának tagja[11]
- A FIBA Europe Jogi Bizottságának tagja
- A Budapesti Ügyvédi Kamara Fegyelmi Bizottságának tagja[12]
- Magyar Kosárlabdázók Országos Szövetsége Versenybizottságának tagja[13]
- Magyar Kosárlabdázók Országos Szövetsége Szabályzat Előkészítő Bizottságának tagja[13]

## Hegymászó és sarkköri explorer eredményei

### Az Everest két oldalról
2016-ban vált ismertté, amikor első magyarként a technikásabb és nehezebb, északi útvonalon jutott fel a Mount Everest 8848 méter magas csúcsára Tibet felől.
Az expedíciót bő három és fél éves felkészülés előzte meg, mit az ügyvédi munkája mellett végzett. 2013-ban teljesítette a spanyol El Camino de Santiago útvonalán, a 900 km-es gyaloglás komoly mentális felkészülést is jelentett az Everesthez. 2015-ben megmászta Tanzániában az 5895 méteres Kilimandzsárót, ezzel azt tesztelte azt, hogyan bírja az alacsony légnyomást, az alacsony oxigénszintet extrém magaslaton.
A mentális felkészülésben dr. Lénárt Ágota sportpszichológus (a Testnevelési Egyetem Sportpszichológia tanszékvezetője) és Ács Zoltán hegymászó (atléta szakedző, két nyolcezer méter feletti hegy oxigénpalack nélküli megmászója) segítette, aki szakmai tanácsaival jelentős hatással volt a sikerre.
2020-ban tervezte megmászni az Everestet déli irányból is, viszont a COVID-19 világjárvány miatt abban az évben az összes nemzetközi expedíciót törölte a nepáli kormányzat. 2021-ben elindulhatott a nepáli expedíciója, ám a váratlan lavinaveszély okán az expedíció úgy szakad félbe a 7000 méteres akklimatizációt követően, hogy a 6500 méter közelében található 2-es táborukat elsodorta egy a Nuptse oldaláról indult lavina.
2022-ben ismét visszatért az Everestre. Május 13-án a déli oldalon Nepál felől úgy ért csúcsot, hogy az éjjel megkezdett csúcstámadás alatt a fagyos viharos szélben 8000 méter fölött jelentős részben elveszítette a látását, ún. szélvakságot szenvedett. Ezt követően a csúcsról sikeresen ereszkedett le. Látását közel 20 nappal később nyerte vissza. Ezzel ő lett az első magyar, aki két útvonalon, két országból is megmászta a Mount Everestet. Mindkét sikeres expedíciója alkalmával asztmája miatt 7200 métertől oxigénpalackot használt, amelyből ötre volt szükséges az északi-, és négyre a déli oldalon, ami a két oldal között kihívások erősségének különbségéből fakadt. Teljesítményét elsősorban nem klasszikus alpinista eredmény, sokkal inkább teljesítménysport teljesítmény.

### Érdekességek az Everest expedícióiról
Az első Everest expedíciója 2016-ban két hónapot vett igénybe, a második sikeres expedíciót 6 hét alatt teljesítette. A hegy csúcsán először 22 percet, másodszor közel 30 percet töltött. Mindkét esetben -30 Celsius-fok körüli hideg volt a csúcson. Az első mászáskor 50 km/h körüli széllökések voltak tapasztalhatók, a második alkalommal szélcsend és napsütés volt a csúcson. Az általa csúcsra vitt zászlók között volt a magyar nemzeti lobogón kívül többek között a 2016. évi Riói Olimpiára készült magyar szurkolói zászló is, ami jelenleg az Olimpiai és Sportmúzeumban tekinthető meg, továbbá egy Kalumba zászló is, ami pedig a Zwack múzeum állandó kiállításán látható. 

### Délisark és Északi sark elérése
2025. január 17-én az Antarktisz partvonalától 45 nap alatt érte el gyalogosan a Déli-sarkot extrém körülmények között. Egy 4 fős nemzetközi expedíció tagjaként. Az érkezésük napját szándékosan január 17-re időzítették amivel Robelt Falcon Scott  kapitány 113 évvel korábbi 1912 januárt 17-én történt délisarkra érkezése előtt tisztelegtek.  

### A kétféle Seven Summits /Hét Hegycsúcs Kihívásteljesítése
2019. december 14-én első magyarként sikerrel zárta a Richard Bass-féle seven summits (hét hegycsúcs) sorozatot, korábban pedig 2019. június 14-én második magyarként  a Reinhold Messner-féle seven summits sorozatot fejezte be. Ezzel ő lett az első magyar, aki mindként Seven Summits sorozatot teljesíteni tudta. A Seven Summits sorozat  alkalmával a cél a világ mind a 7 földrészének legmagasabb hegycsúcsainak megmászása. Messner és Bass sorozatában Észak- és Dél-Amerika  egyaránt két különböző földrésznek számít, ezért szerepel a kihívásban hét földrész, nem pedig hat.
A 2019. decemberét megelőzően hozzávetőleg 320 ember teljesített hét hegycsúcs sorozatot a világon. Neszmélyi Emil Seven Summits sorozatainak ritkasága továbbá abban áll, hogy a sikerhez az abban Ázsia csúcsaként megjelölt Mount Everestet a nehezebb, északi oldaláról mászta meg Tibet felől, ezzel csatlakozott ahhoz az ekkor még kevesebb mint 50 főt számláló világelithez, akik a Seven Summits sorozatot ezzel a nehezítéssel tudták teljesíteni.
2019-ben az ausztrál Mt. Kosciuszko megmászásával pedig ő lett az első magyar, aki a Bass-féle sorozatot és egyúttal mindkét Hét hegycsúcs sorozatot is sikerrel zárta. Az expedíciókat hétköznapi munkavégzése mellett teljesítette.

## Motivációs tréner és előadói tevékenysége
A Mount Everest kétszeri megmászása és a 7 Hegycsúcs Kihívás teljesítése alkalmával szerzett tapasztalatai alapján tartott motivációs előadásain és workshopok alkalmával célorientációs, változáskezelési és krízismenedzsment megoldásait osztja meg vállalatok vállalatok számára magyar és angol nyelven (www.emiln.hu).
2016-tól tart nyilvános előadásokat is Everest és 7 hegycsúcs témában az úgynevezett "spoken word", avagy az "elbeszélés művészete" előadói műfajban. E műfaj karakterisztikája, hogy a kalandok elbeszélésén túl, azt az ismeretterjesztés mellett a különleges humor is jellemzi. Az Everest előadásait a Dumaszínház is műsorára tűzte, ahol az egyik vendégelőadó a politikamentes témájú fellépések között.

## Elismerések, kitüntetések
- Magyar Arany Érdemkereszt (2016)[21][22]
- Hidegkuti Nándor díj - Óbuda (2017)[23]
- Bálint Ákos György díj – Budapesti Ügyvédi Kamara (2020)[24]